# Nossidium pilosellum
Nossidium pilosellum är en skalbaggsart som först beskrevs av Thomas Marsham 1802.  Nossidium pilosellum ingår i släktet Nossidium, och familjen fjädervingar. Arten har ej påträffats i Sverige.

## Bildgalleri

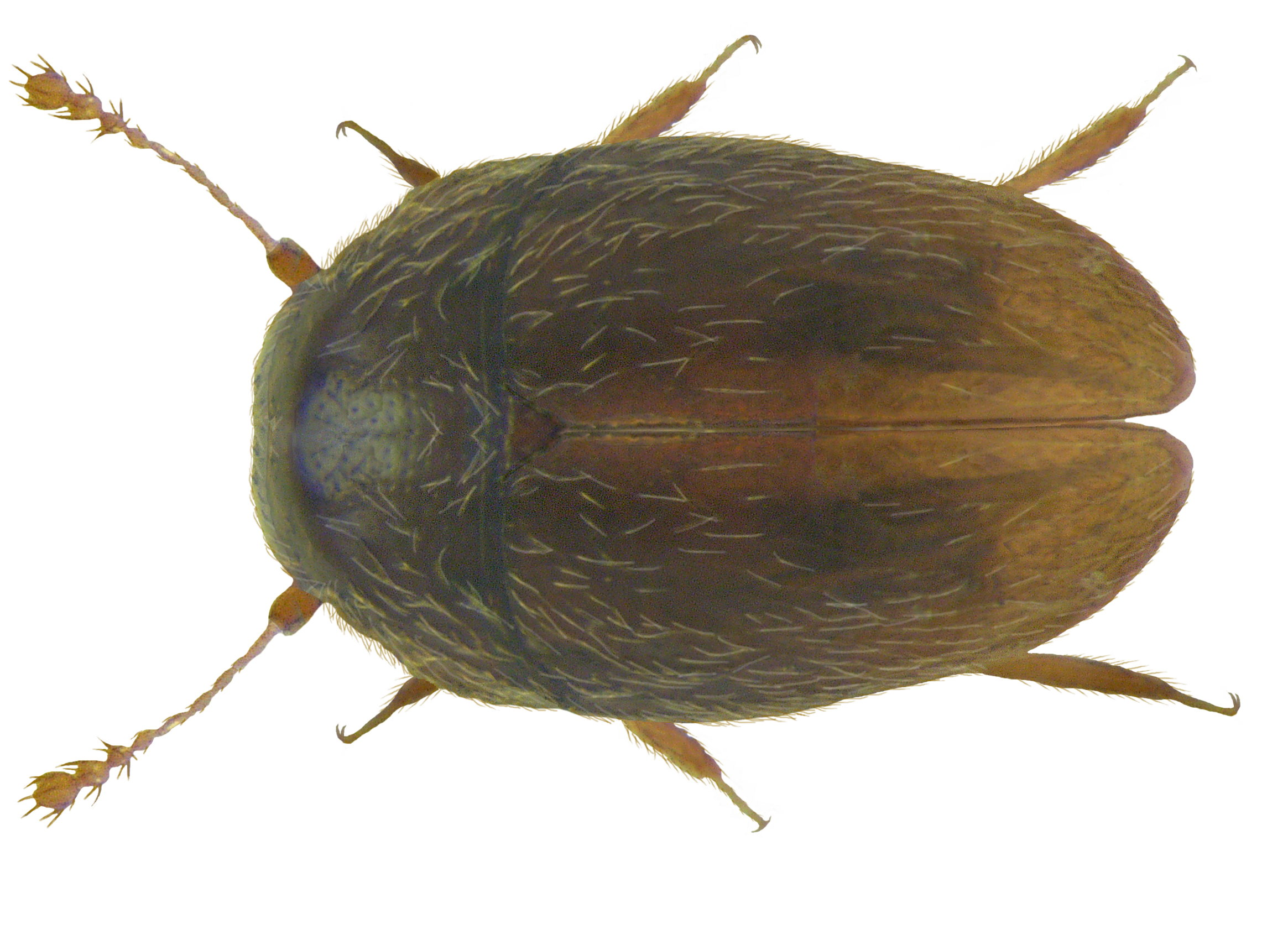
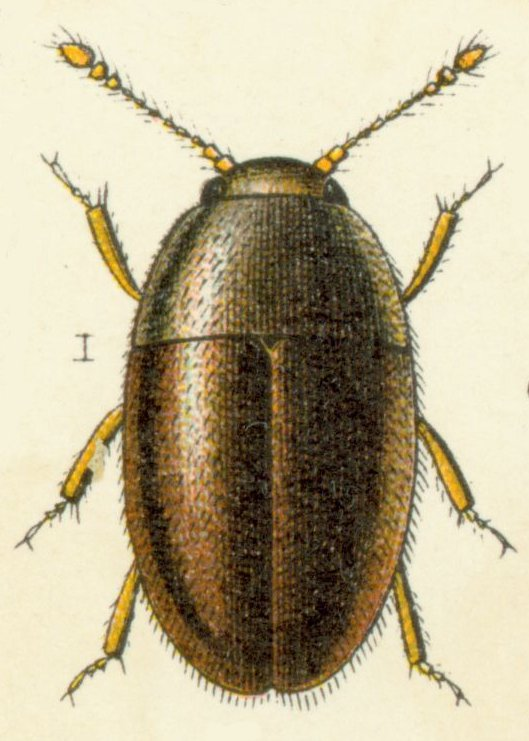